# Masters de Montecarlo 1995
El Masters de Montecarlo 1995 fue un torneo de tenis masculino jugado sobre tierra batida. Fue la 89.ª edición de este torneo. Se celebró entre el 24 y el 30 de abril de 1995.

## Campeones

### Individuales
Thomas Muster vence a  Boris Becker, 4–6, 5–7, 6–1, 7–6(8–6), 6–0.

### Dobles
Jacco Eltingh /  Paul Haarhuis vencen a  Luis Lobo /  Javier Sánchez, 6–3, 6–4.